# Schizoporella smitti
Schizoporella smitti är en mossdjursart som beskrevs av Arnold Girard Kluge 1962. Schizoporella smitti ingår i släktet Schizoporella och familjen Schizoporellidae. Inga underarter finns listade i Catalogue of Life.